# Leocadio Hernández Ascunce
Leocadio Hernández Ascunce (Pamplona, 9 de diciembre de 1883-Pamplona, 8 de diciembre de 1965) fue un musicólogo, compositor y maestro de capilla español que desempeñó su cargo en varias catedrales españolas.

## Biografía
En julio de 1892 ingresaba en la catedral de Pamplona como infante de coro donde permaneció hasta 1900 recibiendo sus primeras nociones musicales del maestro de capilla Hipólito Ramírez y del organista, Félix Hernández. También fue alumno de la Escuela Municipal de Música de Pamplona.
El 5 de junio de 1909 se ordenó como sacerdote. Se desempeñó como organista de la catedral de Tudela (1908-1911), maestro de capilla de la catedral de Calahorra (1911-1923), maestro de capilla en la catedral de Burgos (1923-1939) y maestro de capilla de la catedral de Pamplona (1939-1944).
El 19 de junio de 1934 celebró sus bodas de plata sacerdotales en el altar de la Parroquia de San Juan Bautista de la Catedral de Pamplona según se hicieron eco los periódicos navarros.
Llegó a ser nombrado por sus investigaciones vocal del Instituto Diego Velázquez, del Consejo Superior de Investigaciones Científicas (1940), miembro correspondiente de la Real Academia de Bellas Artes de San Fernando (1944) y vocal de la Institución Príncipe de Viana.

## Obras
En su legado musical constan cerca de 80 composiciones aunque destacó principalmente como musicólogo. Publicó numerosos artículos en prensa y revistas como Diario de Navarra (con 285 artículos publicados), la revista mensual hispano-americana España sacro musical en Barcelona (1930-1936), que le dedicó un monográfico en julio de 1934, Tesoro sacro musical en Madrid (1933-1954), Boletín de la Comisión de Monumentos de Burgos (números 28-44) o en la revista ilustrada La Avalancha (1934-1949) en Pamplona.
Dentro de sus investigaciones dejó escritos algunos trabajos como:
- 1924: El cancionero navarro con el que obtuvo el primer premio del Orfeón Pamplonés.
- 1928: Colección de cantos populares de Navarra, armonizados. Premiado por el Ayuntamiento de Pamplona con 250 pesetas.
- 1929: Estudio biobibliográfico de Don Hilarión Eslava. Inédito, subvencionado con 300 pesetas en el primer concurso de la Biblioteca Olave, fue publicado en 1978 por la revista Príncipe de Viana con una presentación firmada por José Goñi Gaztambide en la cual trazaba una breve biografía del autor.
- 1969: Música y músicos de la Catedral de Pamplona (1969- 70, 2 vols.)